# St. Barbara (Kairo)

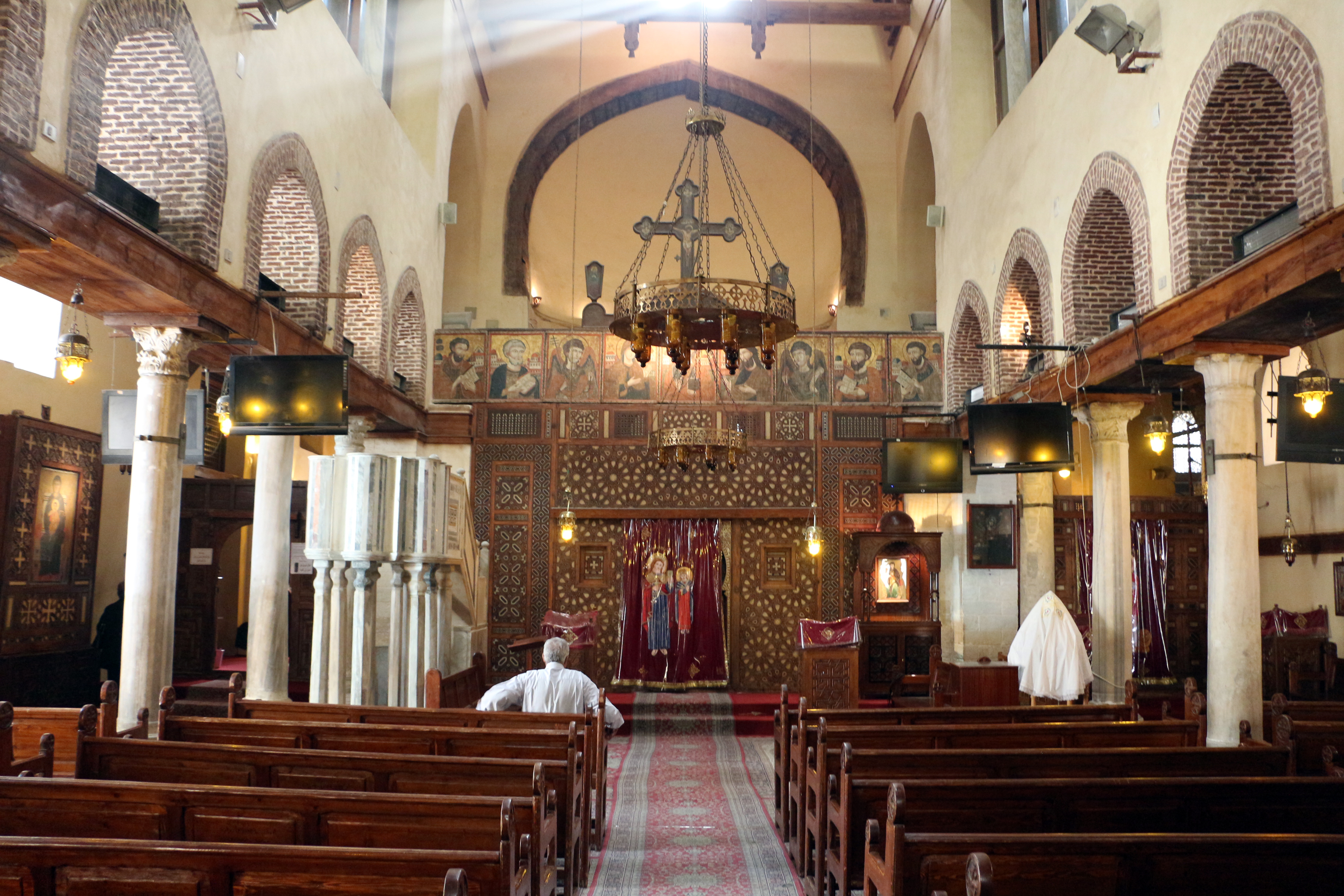
Innenraum, Blick zur Ikonostase (2015)

Die koptisch-orthodoxe Kirche St. Barbara ist vermutlich die älteste Kirche Kairos und befindet sich in der Festung Babylon. Sie wurde Mitte des 4. Jahrhunderts errichtet und war ursprünglich Cyrus und Johannes geweiht. Im 11. Jahrhundert wurde sie restauriert und der heiligen Barbara gewidmet, deren Gebeine sie aufbewahrt.

## Beschreibung
St. Barbara ist eine dreischiffige Emporenkirche. Seiten- und Hauptschiffe sind durch je fünf als Spolien eingebaute antike Säulen getrennt. Ein Narthex im Westen war für die Büßer und Katechumene vorgesehen. Die Emporen für die Frauen waren durch Maschrabiyya abgetrennt. Der Chor mit den Altären und drei Apsiden ist durch eine Ikonostase vom Kirchenschiff getrennt.

## Geschichte
Die Kirche wurde in der Mitte des 4. Jahrhunderts als Kyros- und Johannes-Kirche errichtet. Eine umfassende Restaurierung fand 1072–73 statt, als die Reliquien der heiligen Barbara aus der Marienkirche in die Kirche verbracht wurden. Eine Kopfreliquie Barbaras wurde in der Kirche ausgestellt.
Bei einem Brand wurde sie Anfang des 12. Jahrhunderts beschädigt und erst zu Beginn des 20. Jahrhunderts renoviert.